# 赤芝新田
赤芝新田（あかしばしんでん）は、埼玉県川口市の大字。郵便番号は333-0824。

## 地理
川口市北部に位置する。地区南部を東京外環自動車道が東西に走り、大きく環境が変わった。地区東部境界から500 mの場所に新井宿駅があり、近年は宅地化が進展している。
地内に縄文期の集落遺跡である「赤芝新田遺跡」が所在する。

## 歴史
もとは江戸期より存在した足立郡に属する新田村名の赤芝新田であった。はじめは赤山村のうちにあったが、1714年（正徳4年）の検地の際に分村したと云う。
- 1871年（明治4年）11月13日 - 第1次府県統合により埼玉県の管轄となる。
- 1879年（明治12年）3月17日 - 郡区町村編制法により成立した北足立郡に属す。郡役所は浦和宿に設置。
- 1889年（明治22年）4月1日 - 町村制施行に伴い、赤芝新田は安行領根岸村・安行領在家村・道合村・神戸村・木曾呂村・石神村・西新井宿村・新井宿村・内野村・源左衛門新田・赤山村と共に合併し、神根村が成立する。神根村大字赤芝新田になる。
- 1940年（昭和15年）4月1日 - 神根村、鳩ヶ谷町（1950年に再分離）、芝村、新郷村が川口市に編入合併される。川口市の大字となり今に至る。
- 1968年（昭和43年）4月 - 地内に川口市立神根東小学校が開校する。
- 1992年（平成4年）11月27日 - 地内に東京外環自動車道や付随する川口東インターチェンジが建設され、開業する。

## 世帯数と人口
2021年（令和3年）1月1日現在の世帯数と人口は以下の通りである。
| 町丁     | 世帯数  | 人口  |
| -------- | ------- | ----- |
| 赤芝新田 | 175世帯 | 354人 |

## 小・中学校の学区
市立小・中学校に通う場合、学区（校区）は以下の通りとなる。
| 番地 | 小学校               | 中学校             |
| ---- | -------------------- | ------------------ |
| 全域 | 川口市立神根東小学校 | 川口市立神根中学校 |

## 交通

### 鉄道
- 地区内に埼玉高速鉄道線が地下を通るが、鉄道駅はない。最寄り駅は西立野の新井宿駅である。

### 道路
- 東京外環自動車道
  - 川口東インターチェンジ
- 国道298号

## 施設
- 川口市立神根東小学校
- 赤山陣屋跡
- 川口聖地公園セントソフィア
- 稲荷神社
- 赤芝幼稚園